# Sylvia Kay
Sylvia Margaret Kay (Altrincham, 1936. május 16. – London, 2019. január 18.) angol karakterszínésznő.

## Filmjei
Mozifilmek
- Kill Me Tomorrow (1957)
- That Kind of Girl (1963)
- Rapture (1965)
- Félelemben élni (Wake in Fright) (1971)
- Ki öli meg Európa nagy konyhafőnökeit? (	Too Many Chefs) (1978)

Tv-sorozatok
- Robin Hood kalandjai (The Adventures of Robin Hood) (1957, két epizódban)
- Z Cars (1964–1973, négy epizódban)
- Rooms (1974–1976, 30 epizódban)
- Mixed Blessings (1978–1980, 15 epizódban)
- Just Good Friends (1983–1986, 15 epizódban)
- Majd a komornyik (Jeeves and Wooster) (1993, egy epizódban)
- Dalziel és Pascoe nyomoz (Dalziel and Pascoe) (1996–1997, három epizódban)